# Dietrich von Porat
Dietrich (även Diedrich) von Porat (före adlandet Porath), född 1645, död 15 februari 1703, var en tysk-svensk fäktmästare vid det svenska hovet i slutet av 1600-talet. Han var bror till Christoffer Porath, också han fäktmästare.
Porath var den som invigde den dåvarande svenske kronprinsen, den blivande Karl XII, i fäktningens konst. Han gav även ut en lärobok i fäktkonst, Palæstra Svecana, som blev mycket populär och bidrog till att skickligheten i värjans bruk avgjorde många slag för den karolinska armén. År 1699 blev Porath adlad under namnet von Porat för sina förtjänster (ätten introducerades på Riddarhuset 1701). Bland hans ättlingar finns många akademiska fäktmästare och officerare vid olika regementen.
Otto von Porat, en släkting till Dietrich, vann i Paris-OS 1924 guldmedalj i tungviktsboxning. Han tävlade för Norge.